# James Harkness
Pour l’article homonyme, voir James Harkness (mathématicien).
James Harkness (Glasgow, né en 1993) est un acteur écossais.

## Biographie
Il a joué dans deux drames de la BBC : Craig Myers dans The Victim, et James The Nest. Il incarne le footballeur Jimmy Love dans la série Netflix The English Game.

## Filmographie

### Télévision
- 2019 : New York, unité spéciale : Wayne Talbot (saison 21, épisode 3)